# Eilicrinia signigera
Eilicrinia signigera là một loài bướm đêm trong họ Geometridae.